# Decatur (Géorgie)
Pour les articles homonymes, voir Decatur.
Decatur est une ville qui est le siège du comté de DeKalb en Géorgie, aux États-Unis. Avec une population de 19 335 habitants au recensement de 2010, la cité est parfois présumée plus grande qu'elle n'est, puisque plusieurs codes postaux dans des territoires non constitués en municipalités portent le nom de Decatur. Située dans la banlieue d'Atlanta, elle est desservie par les transports publics et bénéficie de trois stations de métro de la MARTA.

## Devise
La devise officielle de Decatur est 

« Un habitat, des écoles et des lieux de culte »

## Personnalités
Gwen Torrence (1965-), athlète américaine spécialiste du sprint, triple championne olympique.

## Démographie
| 1840 | 1850 | 1870 | 1880 | 1890  | 1900  |
| ---- | ---- | ---- | ---- | ----- | ----- |
| 530  | 744  | 401  | 639  | 1 013 | 1 418 |

| 1910  | 1920  | 1930   | 1940   | 1950   | 1960   |
| ----- | ----- | ------ | ------ | ------ | ------ |
| 2 466 | 6 150 | 13 276 | 16 561 | 21 635 | 22 026 |

| 1970   | 1980   | 1990   | 2000   | 2010   | 2020   |
| ------ | ------ | ------ | ------ | ------ | ------ |
| 21 943 | 18 404 | 17 304 | 18 147 | 19 335 | 24 928 |